# Finale de la Coupe Stanley 1921
Année précédente Année suivante
La finale de la Coupe Stanley 1921 fait suite aux saisons 1920-1921 de la Ligue nationale de hockey et de l'Association de hockey de la Côte du Pacifique.

## Contexte
Pour déterminer le champion de la LNH, les Sénateurs d'Ottawa, vainqueurs de la première partie de saison, sont opposés aux St. Patricks de Toronto qui ont gagné la deuxième moitié. Les Sénateurs, vainqueurs 7 buts à 0 en deux matchs, remportent le Trophée O'Brien et se qualifient pour la finale de la Coupe Stanley. Du côté de la PCHA, la finale oppose les Millionnaires de Vancouver, premiers à l'issue de la saison régulière, aux Metropolitans de Seattle, leurs dauphins. Ce sont les Millionnaires qui s'imposent, remportent le titre et se qualifient pour la finale.

## Finale de la Coupe Stanley
La finale de la Coupe Stanley a lieu à Vancouver au Canada entre les Millionnaires de Vancouver de la PCHA et les Sénateurs d'Ottawa de la LNH, en alternant les règles de la PCHA et la LNH.
| 21 mars | Vancouver | 3-1 (2-0, 1-1, 0-0) | Ottawa | Denman Arena 10 000 spectateurs |

| Feuille de match | Feuille de match                                                | Feuille de match | Feuille de match               | Feuille de match     |
| ---------------- | --------------------------------------------------------------- | ---------------- | ------------------------------ | -------------------- |
|                  | Skinner — 13 min 40 s Duncan — 16 min 15 s Harris — 21 min 30 s | 1-0 2-0 3-0 3-1  | Darragh (Denneny) — 36 min 5 s | Arbitrage : Fred Ion |
| Lehman           | Gardiens                                                        | Benedict         |                                | Arbitrage : Fred Ion |
|                  |                                                                 |                  |                                | Arbitrage : Fred Ion |
|                  |                                                                 |                  |                                | Arbitrage : Fred Ion |

| 24 mars | Vancouver | 3-4 (3-2, 0-1, 0-1) | Ottawa | Denman Arena |

| Feuille de match | Feuille de match                                                                    | Feuille de match            | Feuille de match | Feuille de match     |
| ---------------- | ----------------------------------------------------------------------------------- | --------------------------- | --- | -------------------- |
|                  | Harris (Adams) — 1 min 29 s Adams (MacKay) — 2 min 1 s Duncan (Harris) — 9 min 26 s | 1-0 2-0 2-1 3-1 3-2 3-3 3-4 | Boucher (Cleghorn) — 7 min 2 s Denneny (Nighbor) — 17 min 23 s Darragh — 39 min 49 s Broadbent (Cleghorn) — 56 min 40 s | Arbitrage : Fred Ion |
| Lehman           | Gardiens                                                                            | Benedict                    | | Arbitrage : Fred Ion |
|                  |                                                                                     |                             | | Arbitrage : Fred Ion |
|                  |                                                                                     |                             | | Arbitrage : Fred Ion |

| 28 mars | Vancouver | 2-3 (1-1, 1-2, 0-0) | Ottawa | Denman Arena 10 100 spectateurs |

| Feuille de match | Feuille de match                     | Feuille de match    | Feuille de match                                                  | Feuille de match     |
| ---------------- | ------------------------------------ | ------------------- | ----------------------------------------------------------------- | -------------------- |
|                  | Cook — 1 min 59 s Adams — 39 min 2 s | 1-0 1-1 1-2 1-3 2-3 | Darragh — 8 min 56 s Denneny — 28 min 22 s Cleghorn — 31 min 52 s | Arbitrage : Fred Ion |
| Lehman           | Gardiens                             | Benedict            |                                                                   | Arbitrage : Fred Ion |
|                  |                                      |                     |                                                                   | Arbitrage : Fred Ion |
|                  |                                      |                     |                                                                   | Arbitrage : Fred Ion |

| 31 mars | Vancouver | 3-2 (0-0, 1-1, 2-1) | Ottawa | Denman Arena 9 000 spectateurs |

| Feuille de match | Feuille de match                                                        | Feuille de match    | Feuille de match                              | Feuille de match     |
| ---------------- | ----------------------------------------------------------------------- | ------------------- | --------------------------------------------- | -------------------- |
|                  | Skinner (Duncan) — 22 min 27 s Skinner — 41 min 35 s Cook — 55 min 52 s | 1-0 1-1 2-1 3-1 3-2 | Boucher — 33 min 48 s Broadbent — 56 min 50 s | Arbitrage : Fred Ion |
| Lehman           | Gardiens                                                                | Benedict            |                                               | Arbitrage : Fred Ion |
|                  |                                                                         |                     |                                               | Arbitrage : Fred Ion |
|                  |                                                                         |                     |                                               | Arbitrage : Fred Ion |

| 4 avril | Vancouver | 1-2 (1-0, 0-2, 0-0) | Ottawa | Denman Arena 12 000 spectateurs |

| Feuille de match | Feuille de match      | Feuille de match | Feuille de match                            | Feuille de match     |
| ---------------- | --------------------- | ---------------- | ------------------------------------------- | -------------------- |
|                  | Skinner — 16 min 26 s | 1-0 1-1 1-2      | Darragh — 27 min 27 s Darragh — 29 min 40 s | Arbitrage : Fred Ion |
| Lehman           | Gardiens              | Benedict         |                                             | Arbitrage : Fred Ion |
|                  |                       |                  |                                             | Arbitrage : Fred Ion |
|                  |                       |                  |                                             | Arbitrage : Fred Ion |

## Effectif champion
- Joueurs : Clint Benedict, George Boucher, Punch Broadbent, Morley Bruce, Sprague Cleghorn, Jack Darragh, Cy Denneny, Eddie Gerard (capitaine), Leth Graham, Jack MacKell et Frank Nighbor
- Dirigeants : Tommy Gorman (directeur général) et Pete Green (entraîneur)